# 이환경 (영화 감독)
이환경(1970년 ~ )은 대한민국의 영화 감독 겸 시나리오 작가이다.

## 생애
서울예술대학 영화과 졸업. 2003년 MBC 무비스 영화제작 기획 PD. 2004년 영화 '그놈은 멋있었다'로 감독 데뷔.

## 작품
- 1999년 송어 조연출
- 2004년 그 놈은 멋있었다 각본, 연출, 단역
- 2006년 각설탕 각본, 연출
- 2011년 챔프 각본, 연출, 기획
- 2012년 7번방의 선물 각본, 연출, 기획
- 2020년 이웃사촌 연출

## 수상
- 2006년 제14회 춘사영화상 신인감독상
- 2013년 제50회 대종상 시나리오상